# Varpen
Varpen er en sø i den sydlige del af landskapet Hälsingland, Bollnäs kommun i Sverige. Søen er cirka 10 km lang og ligger 51 moh. Ved den nordlige ende af søen ligger byen Bollnäs. Den gennemløbes af floden Ljusnan. Ljusnans biflod Voxnan munder ud i søen.
61°19′0.99″N 16°26′36.99″Ø / 61.3169417°N 16.4436083°Ø